# 朱邦造

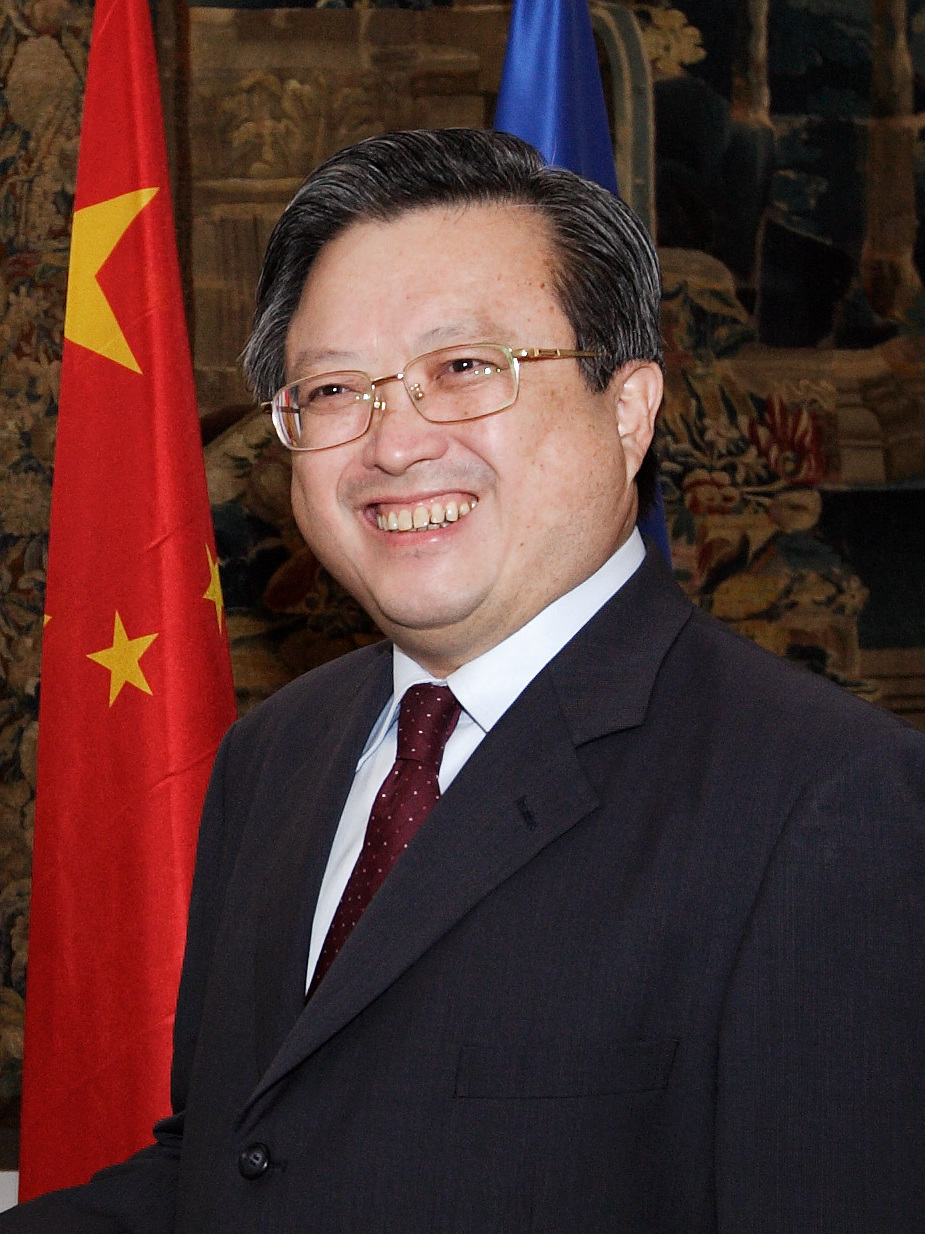
朱邦造

朱邦造（1952年8月—），籍贯江苏宜兴，生于上海，长于南京，中华人民共和国政治人物、外交官。

## 生平
1964年，考入南京外国语学校学习法语。1971年毕业留校，成为学校最年轻的教师。1973年，赴北京外国语学院法语专业学习。1977年毕业，分配至外交部工作，公派瑞士日内瓦大学学习。1979年毕业回国，在外交部翻译室任科员，后升任三秘、副处长。1985年，赴法国国立行政学院学习1年。1986年，任外交部翻译室副处长、一秘。1988年，任驻法国大使馆一秘。1992年，任外交部西欧司处长、参赞。1996年，任驻比利时大使馆和驻欧共体使团政务参赞，后升任公使銜參贊。1997年，任外交部新闻司参赞，后升任副司长。1998年，升任新闻司司长，1997年至2001年同时任外交部新闻发言人。2002年1月，出任中华人民共和国驻突尼斯大使兼驻巴勒斯坦大使。2004年3月，出任中华人民共和国驻瑞士大使。2008年，任外交部大使。2009年1月，出任中华人民共和国驻西班牙大使兼驻安道尔大使。2014年11月，自驻西班牙大使离任。

## 家庭
夫人陈立春，两人育有1子。